# La Noë-Poulain
La Noë-Poulain is een gemeente in het Franse departement Eure (regio Normandië) en telt 153 inwoners (1999). De plaats maakt deel uit van het arrondissement Bernay.

## Geografie
De oppervlakte van La Noë-Poulain bedraagt 4,7 km², de bevolkingsdichtheid is 32,6 inwoners per km².
De onderstaande kaart toont de ligging van La Noë-Poulain met de belangrijkste infrastructuur en aangrenzende gemeenten.

## Demografie
Onderstaande figuur toont het verloop van het inwonertal (bron: INSEE-tellingen).